# Montemor-o-Novo
Montemor-o-Novo ist eine Stadt der Region Alentejo in Portugal. Die Stadt liegt etwa 80 km östlich der Hauptstadt Lissabon und rund 30 km westlich der UNESCO-Welterbestadt Évora. Südwestlich liegt das Naturgebiet Serra de Monfurado. Der Gemeindefeiertag wird am  8. März nach Johannes von Gott begangen.

## Geschichte

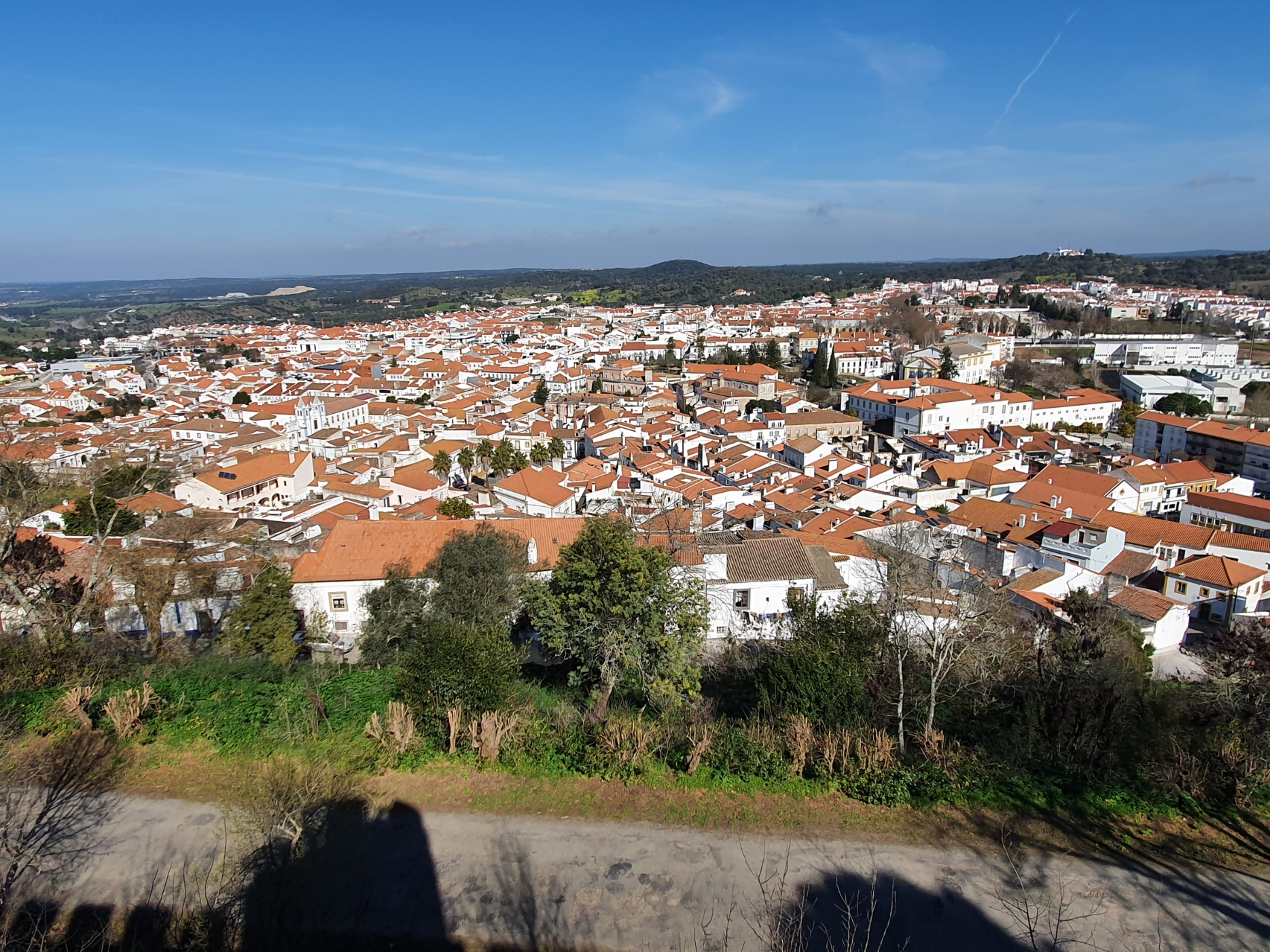
Blick auf Montemor-o-Novo von seiner mittelalterlichen Burg aus.

Steinzeitliche Spuren finden sich in der nahe gelegenen Anta da Chaminé und der nördlich gelegenen Grande Anta de Comenda da Igreja.
Montemor-o-Novo erhielt seine Verwaltungsrechte (foral) erstmals von König Sancho I im Jahr 1203, erneuert im Jahr 1503 im Zuge der Verwaltungserneuerungen durch König Manuel I. Sancho nannte die von den Mauren eroberte Stadt Montemor-o-Novo in Abgrenzung zum nun Montemor-o-Velho genannten nördlicheren Montemor.
Die Stadt widerstand 1808 den französischen Invasionstruppen unter Andoche Junot.
1834 beherbergte es die Heeresleitung der Truppen von Saldanha im Miguelistenkrieg.
Nach der Nelkenrevolution von 1974 wurden hier die Neuregelungen zur Gemeinde-Demokratisierung (Poder Local Democrático) und Landreform reibungsloser umgesetzt, als in anderen Ortschaften, vor allem im konservativeren Norden des Landes.
Zur Stadt (Cidade) wurde Montemor-o-Novo im Jahre 1988 erhoben.

## Verwaltung

### Kreis
Montemor-o-Novo ist Sitz eines gleichnamigen Kreises. Die Nachbarkreise sind (im Uhrzeigersinn im Norden beginnend): Coruche, Arraiolos, Évora, Viana do Alentejo, Alcácer do Sal, Vendas Novas sowie Montijo.
Mit der Gebietsreform im September 2013 wurden mehrere Gemeinden zu neuen Gemeinden zusammengefasst, sodass sich die Zahl der Gemeinden von zuvor zehn auf sieben verringerte.
Die folgenden Gemeinden (Freguesias) liegen im Kreis Montemor-o-Novo:

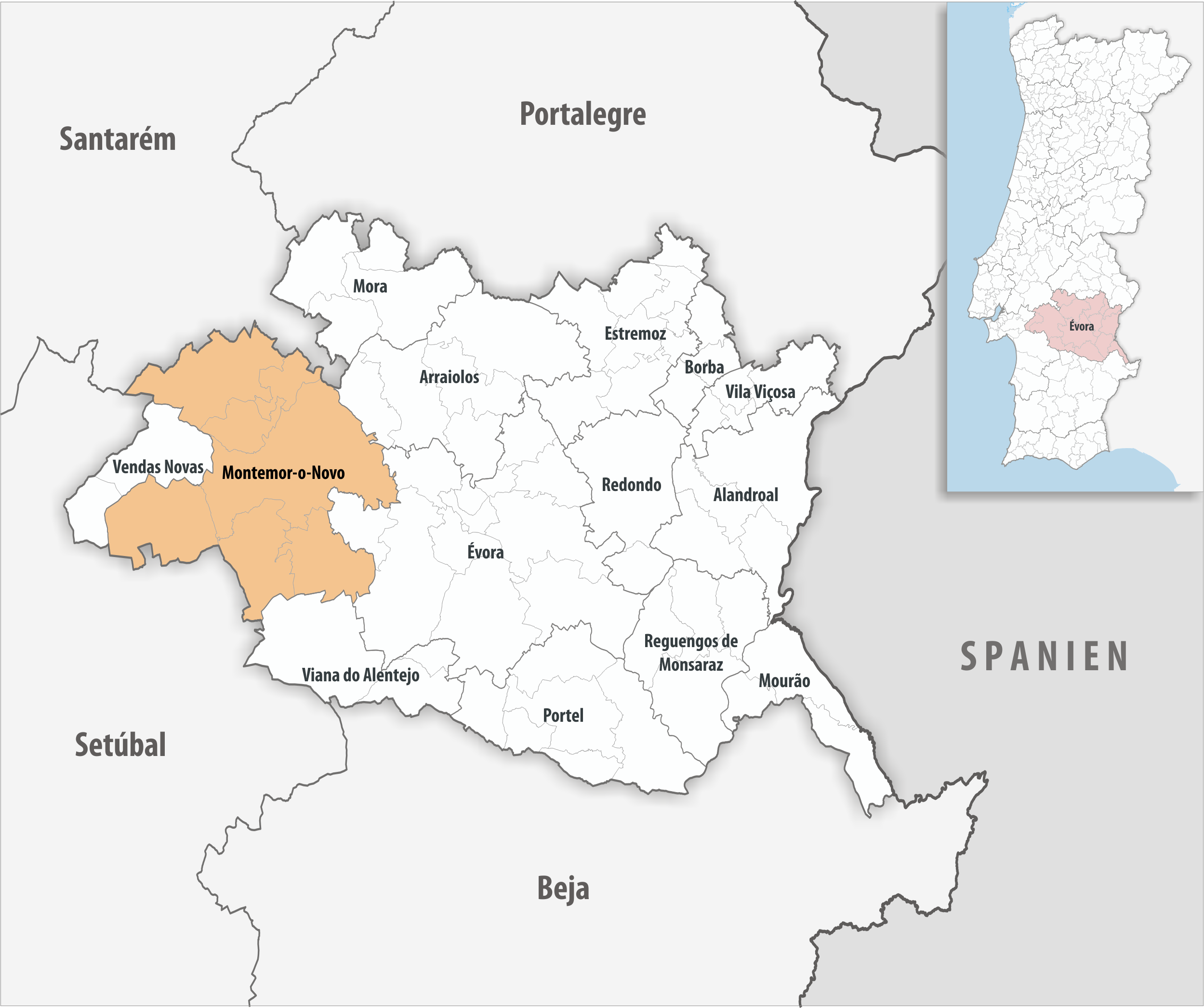
Kreis Montemor-o-Novo

| Gemeinde                                                  | Einwohner (2021) | Fläche km² | Dichte Einw./km² | LAU- Code |
| --------------------------------------------------------- | ---------------- | ---------- | ---------------- | --------- |
| Cabrela                                                   | 509              | 192,26     | 3                | 070601    |
| Ciborro                                                   | 591              | 55,49      | 11               | 070607    |
| Cortiçadas de Lavre e Lavre                               | 1.310            | 213,70     | 6                | 070611    |
| Foros de Vale de Figueira                                 | 1.011            | 67,40      | 15               | 070610    |
| Nossa Senhora da Vila, Nossa Senhora do Bispo e Silveiras | 10.837           | 419,49     | 26               | 070612    |
| Santiago do Escoural                                      | 1.047            | 138,70     | 8                | 070605    |
| São Cristóvão                                             | 494              | 145,92     | 3                | 070606    |
| Kreis Montemor-o-Novo                                     | 15.799           | 1.232,96   | 13               | 0706      |

### Bevölkerungsentwicklung
| Einwohnerzahl im Kreis Montemor-o-Novo (1801–2011) | Einwohnerzahl im Kreis Montemor-o-Novo (1801–2011) | Einwohnerzahl im Kreis Montemor-o-Novo (1801–2011) | Einwohnerzahl im Kreis Montemor-o-Novo (1801–2011) | Einwohnerzahl im Kreis Montemor-o-Novo (1801–2011) | Einwohnerzahl im Kreis Montemor-o-Novo (1801–2011) | Einwohnerzahl im Kreis Montemor-o-Novo (1801–2011) | Einwohnerzahl im Kreis Montemor-o-Novo (1801–2011) | Einwohnerzahl im Kreis Montemor-o-Novo (1801–2011) | Einwohnerzahl im Kreis Montemor-o-Novo (1801–2011) |
| -------------------------------------------------- | -------------------------------------------------- | -------------------------------------------------- | -------------------------------------------------- | -------------------------------------------------- | -------------------------------------------------- | -------------------------------------------------- | -------------------------------------------------- | -------------------------------------------------- | -------------------------------------------------- |
| 1801                                               | 1849                                               | 1900                                               | 1930                                               | 1960                                               | 1981                                               | 1991                                               | 2001                                               | 2011                                               |                                                    |
| 8.027                                              | 9.614                                              | 16.601                                             | 29.005                                             | 37.328                                             | 20.210                                             | 18.632                                             | 18.578                                             | 17.409                                             |                                                    |

### Kommunaler Feiertag
- 8. März

### Städtepartnerschaften
- Italien: Pontedera
- Portugal: Marinha Grande
- Portugal: Fundão
- Kap Verde: Tarrafal (Kooperationsabkommen)
- Portugal: Vila Real de Santo António (in Anbahnung)[5]

## Wirtschaft und Infrastruktur
Die regionale Wirtschaft ist geprägt von der Land- und Forstwirtschaft sowie der Viehwirtschaft. Die wichtigsten Produktionsgüter sind Wein, Olivenöl, Kork und Honig. Durch den Anbau der Korkeiche und der Viehzucht haben sich Betriebe, wie Korkverarbeiter und Lederhersteller, angesiedelt.

### Verkehr

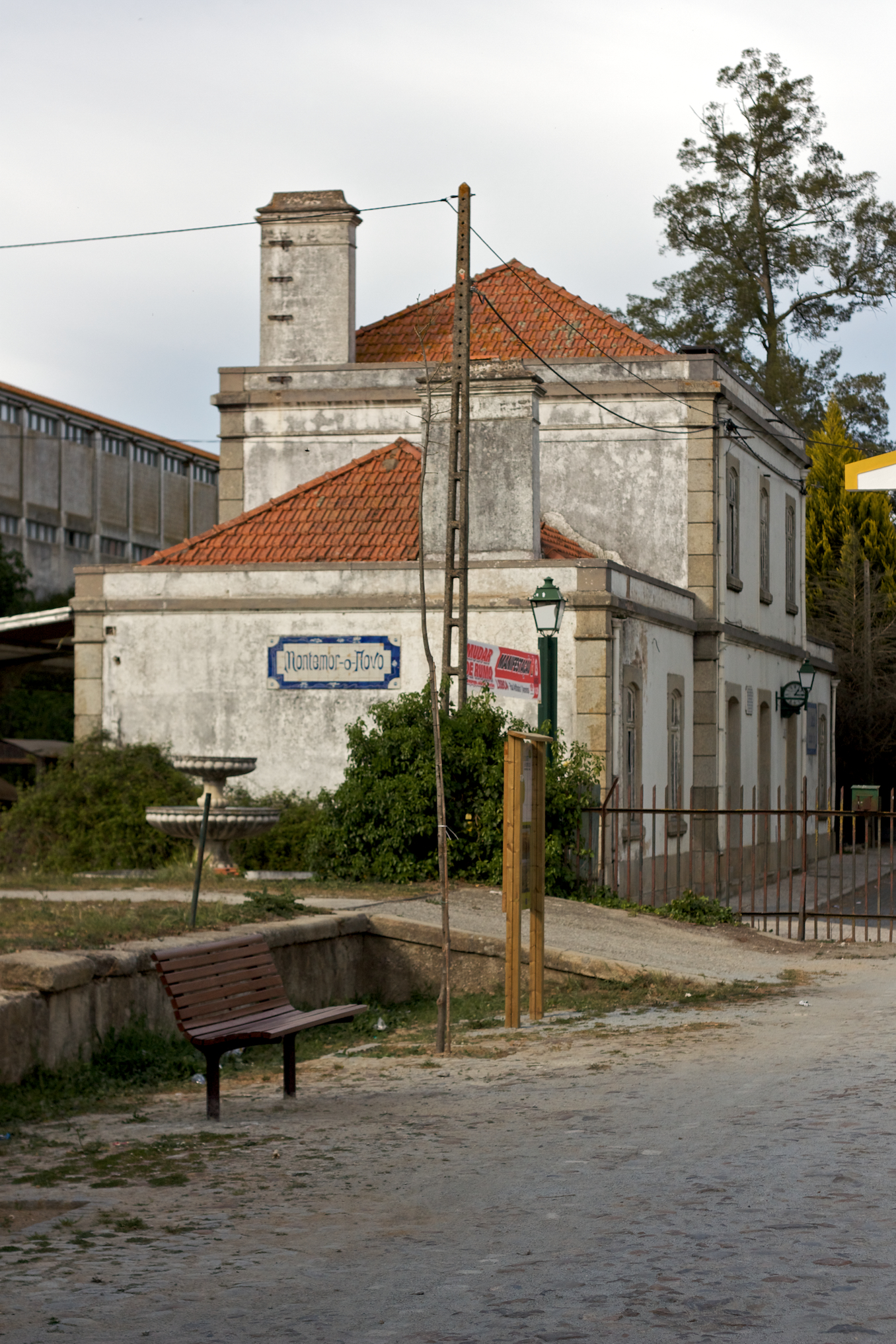
Stillgelegter Bahnhof von Montemor-o-Novo

Es existieren folgende Verkehrsanbindungen:
- ca. 2 km zur Autobahn A6/IP7/E90 Autoestrada Marateca-Caia, welche die wichtigste West-Ost-Verbindung zwischen Lissabon und Spanien ist.

Zwei Bundesstraßen verlaufen durch den Ort:
- Die Bundesstraße N4 verläuft aus dem Westen kommend aus Montijo, weiter nordwestlich bis Elvas um kurz vor der spanischen Grenze in die Autobahn A6 überzugehen.
- Aus dem Norden kommend von Caldas da Rainha (oberhalb von Lissabon) verläuft die N114 durch den Ort bis Évora.

Bahnverbindung:
- Das Anschlussgleis Ramal de Montemor-o-Novo der portugiesischen Eisenbahngesellschaft wurde bereits 1988 stillgelegt. Lediglich der alte Bahnhof erinnert noch an die Zeit, als Montemor-o-Novo an die Eisenbahnlinie Linha do Alentejo angebunden war. Heute müssen Passagiere ins ca. 25 km entfernte Vendas Novas fahren, um einen Zug nach Lissabon oder Beja zu nehmen.

Busverbindung:
- Montemor-o-Novo ist in das landesweite Fernbusnetz der Rede Expressos eingebunden.

### Medien
Folha de Montemor: Halbmonatszeitung, Auflage: 1.800

## Kultur und Sehenswürdigkeiten

### Bauwerke
- Igreja do Calvário

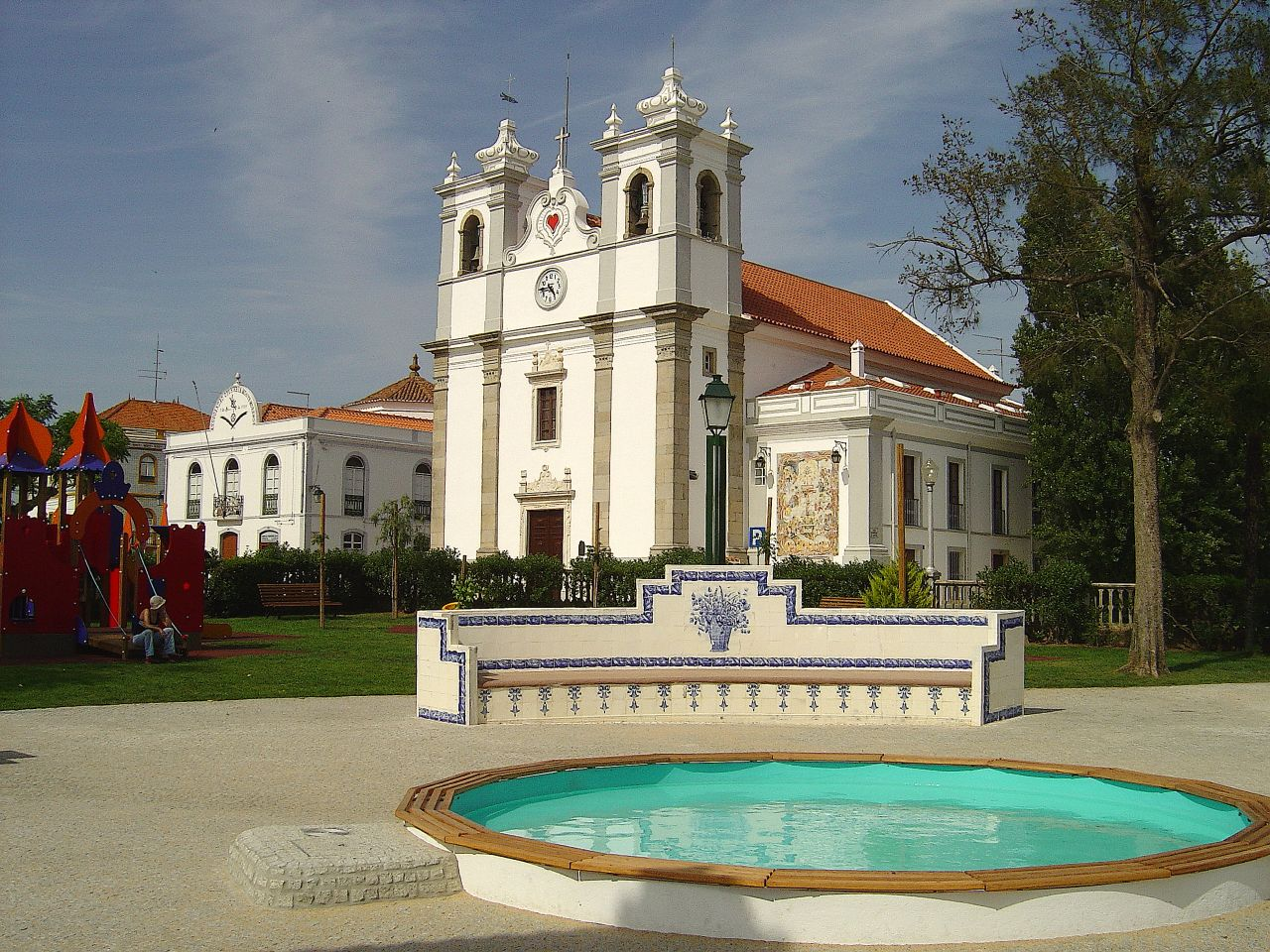
Stadtplatz mit der Igreja do Calvário

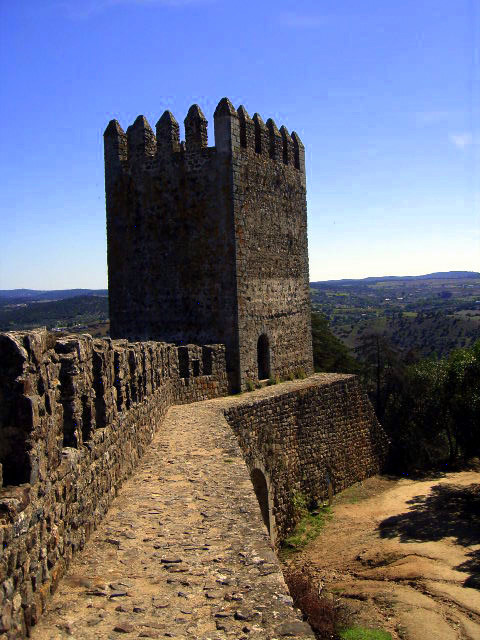
Teil der Burganlage

- Kloster Johannes von Gott (Convento de São João de Deus) mit der Stadtbibliothek und -galerie sowie dem historischen Archiv und der Krypta des Heiligen Johannes von Gott.
- Misericórdia Kirche (Igreja da Misericórdia): Sehenswert das Eingangsportal im manuelischen Stil, die Seitenaltäre aus dem 17. Jh. sowie die Orgel aus dem 18. Jh. des italienischen Meisters D. Pascoal Caetano Olduvini.
- Kloster St. Domingo (Convento of São Domingo) mit dem Archäologischen Museum.
- Kloster Saudação (Convento da Saudação): Sehenswert die Kacheln im Eingangsbereich aus dem Jahr 1651 und der Kreuzgang.
- Burganlage Montemor-o-Novo mit dem Wächterhaus und dem Glockenturm im Eingangsbereich. Die nördlich gelegenen Burgmauern sind vollständig erhalten.
- Stadtpark und öffentliches Schwimmbad.[6]

## Persönlichkeiten
- Johannes von Gott (1495–1550), eigentlich João Ciudad Duarte: Heiliger, Stifter des Ordens der Barmherzigen Brüder.
- Maria Clara Correia Alves (1869–1948), Autorin, Lehrerin, Journalistin, republikanische Aktivistin und Suffragette.
- Almeida Faria (* 1943), Schriftsteller, hier geboren
- Luis Manuel Capoulas Santos (* 1951), Politiker,  hier geboren
- Hugo Filipe da Silva Cunha (1977–2005), Fußballspieler, hier gestorben
- Ai Weiwei, chinesischer Künstler, hier wohnhaft seit Frühjahr 2021.[7]

### Vereine
- Chor Sao Domingos (auf Englisch)
- Verein der Stiertreiber von Montemor-o-Novo (auf Portugiesisch)